# Оригинална видео анимација
Оригинална видео анимација (јап. オリジナル・ビデオ・アニメーション), скраћено као ОВА (јап. オーブイエー / オーヴィーエー / オヴァ) и понекад као ОАВ (оригинални анимирани видео), су јапански анимирани филмови и мини-серије направљени посебно у форматима кућног видеа без претходног приказивања на телевизијама или биоскопима, иако се први део ОВА серије може емитовати у промотивне сврхе. ОВА наслови су првобитно били доступни на ВХС, касније су постали популарнији на ЛД и на крају ДВД. Почев од 2008. године, термин ОАД (оригинална анимација ДВД) почео се односити на издања ДВД објављена у пакету са мангом изворног материјала.